# 4+
4+ (Vier Plus) est une chaîne de télévision généraliste suisse alémanique commerciale privée. La chaîne émet en HD.

## Histoire de la chaîne
4+ émet depuis le 9 octobre 2012 à 20h15. La chaîne vise le public cible des 15-49 ans.

## Organisation

### Dirigeants
Directeur :
- Dominik Kaiser

Directeur des programmes :
- Torsten Prenter : ancien directeur des programmes de la chaîne allemande RTL II.

## Programmes
Alors que la programmation de la chaîne 3+ se base essentiellement sur des productions originales de la chaîne ainsi que sur des films et des séries étrangères, 4+ est principalement axée sur la diffusion de films. 
- Séries
  - 2 Broke Girls
  - Body of Proof
  - Castle
  - Cougar Town
  - Eleventh Hour
  - FBI : Duo très spécial
  - Ghost Whisperer
  - How I Met Your Mother
  - Human Target : La Cible
  - Les Experts: Las Vegas
  - Les Experts : Manhattan
  - Modern Family
  - New Girl
  - Rookie Blue
  - Scrubs
  - The Big Bang Theory
  - The Walking Dead

## Diffusion
À ses débuts, 4+ est retransmise uniquement en Suisse alémanique par câble, à travers la société UPC Cablecom dans l'offre analogique et numérique câblée. Lors de sa programmation sur son réseau, UPC Cablecom a déplacé SWR pour y placer 4+. Depuis début 2013, la chaîne est diffusée sur les réseaux ADSL de Sunrise TV et Swisscom TV, même en Romandie.